# 4718 Araki
4718 Araki (1990 VP3) là một tiểu hành tinh vành đai chính được phát hiện ngày 13 tháng 11 năm 1990 bởi Fujii và Watanabe ở Kitami.